# Paragvaj (rijeka)
Paragvaj  (špa. Río Paraguay; por. Rio Paraguai) je rijeka u središnjem dijelu južne Južne Amerike, koja protječe kroz države Brazil, Bolivija, Paragvaj i Argentina. Paragvaj je dug oko 2.549 km, izvire u brazilskoj državi Mato Grosso, a najveća je pritoka rijeke Parane, u koju se ulijeva sjeverno od argentinskog grada Corrientesa. 